# Mano de Dios (arte)

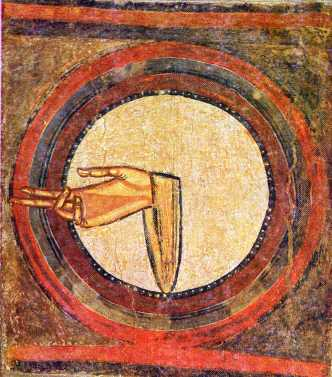
Arte cristiano. Iglesia de San Clemente de Tahull, Cataluña, 1223.

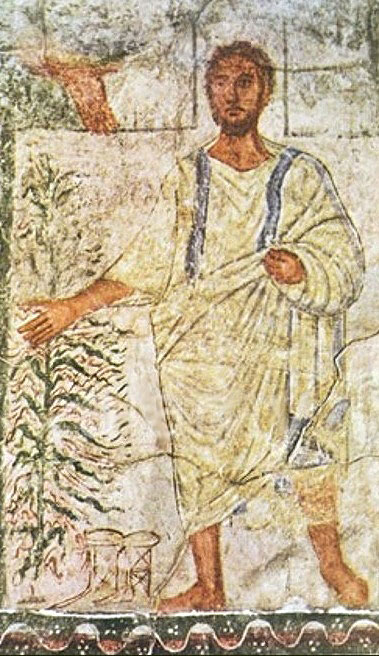
Arte judío. Moisés ante la zarza ardiente, con la bendición de Yahveh, cuya mano emerge del cielo. Fresco parietal proveniente de la Sinagoga de Dura Europos, Detalle.

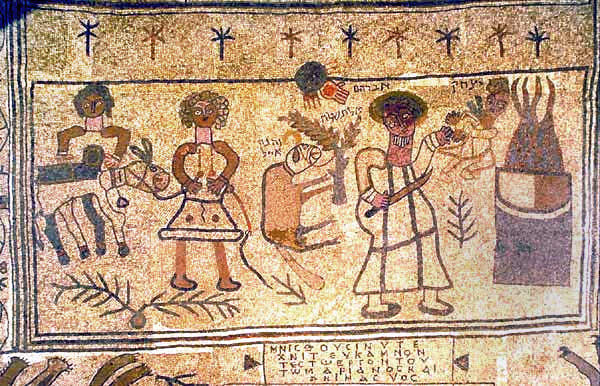
Marianos y Janina, Sacrificio de Isaac, mosaico, Sinagoga de Beit Alfa.

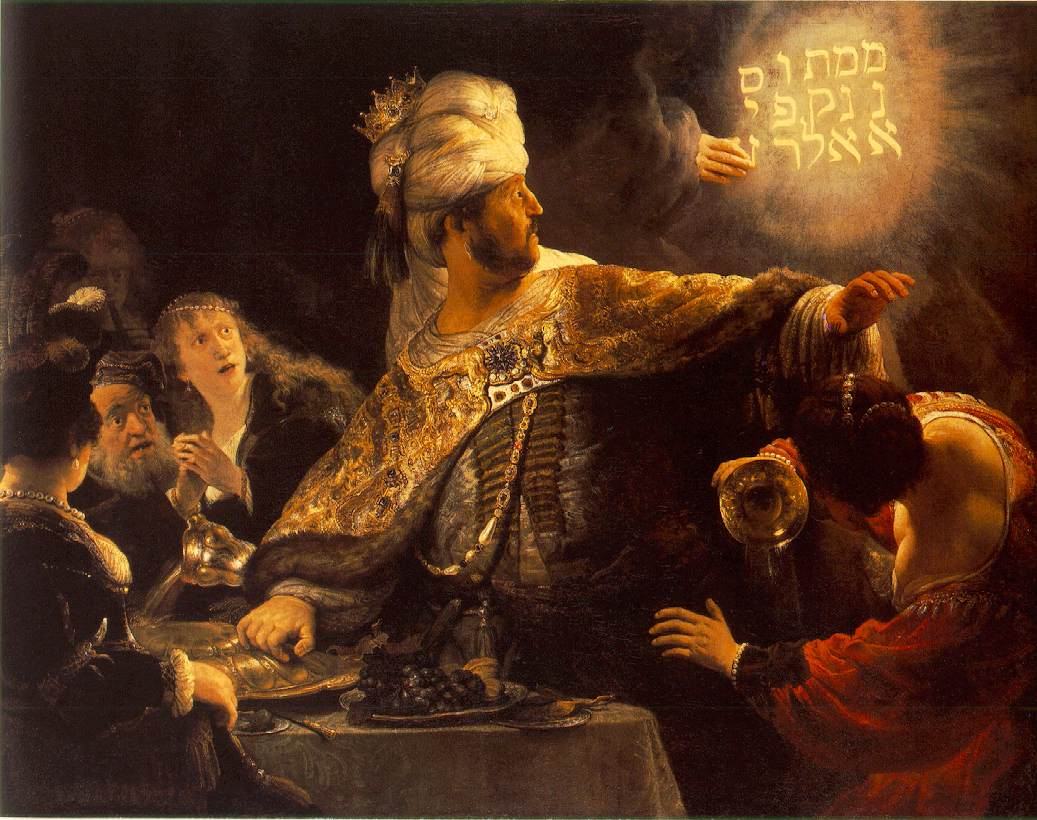
Rembrandt, El festín de Baltasar, 1635.

En arte, la representación de la mano de Dios es una forma usada por las religiones monoteístas, e inicialmente por el judaísmo, para mostrar la intervención divina en un determinado contexto. Se ha de tener en cuenta que en el Antiguo Testamento hay una prohibición expresa de representar a Dios. Así una imagen de una mano que baja del cielo o aparece sola (sin cuerpo) sirve para mostrar una intervención divina. Existen también textos del Antiguo Testamento que parecen sostener este tema iconográfico (cf. Es 15:6; Sal 19:7; Sal 79:16-18; Sal 117:16). En las culturas orientales del período, se asocia la mano al poder regio e incluso se le concede un poder taumatúrgico, pues, a través de la mano pasarían las fuerzas divinas que permiten, por ejemplo, la curación.
En ámbito cristiano la mano «derecha» de Dios (Dextera Domini en latín) tiene diversas significaciones: indica protección divina, también legitimación de un poder o bien un testimonio cualquiera. Hay representaciones tanto de la palma como del dorso. Frecuentemente en el cielo entre las nubes y dirigida hacia la tierra; con los dedos abiertos o juntos, o bien bendiciendo.
Aun cuando la mayor parte de las veces es parte de una representación o cuadro más amplio, en ocasiones también se representa solo la mano sin contexto (véase por ejemplo, el Sacramentario de Enrique II o el fresco de San Clemente en Tahull —museo de Arte de Cataluña en Barcelona—). En temas del Antiguo Testamento se coloca la mano derecha de Dios que recibe el sacrificio de Abel o el de Melquisedec (véase la basílica de san Vital en Rávena), también para detener el sacrificio de Isaac. En representaciones del Nuevo Testamento aparece para la Anunciación (véase la capilla palatina de Palermo) o en el Bautismo de Cristo. Además se usa para representar temas de la tradición cristiana o de los evangelios apócrifos como por ejemplo, la dormición de la madre de Jesús. Al representar santos, se incluye en ocasiones la mano de Dios para mostrar la coronación del personaje o para bendecirlos. Algo semejante ocurre en muchos códices carolingios y otonianos donde la presencia de la mano de Dios indica la soberanía reconocida por Dios (véase la Primera Biblia de Carlos el Calvo de la Bibliothèque Nationale de París).
En el cristianismo, el motivo iconográfico fue desapareciendo a medida que las representaciones de Dios Padre se hicieron más comunes, especialmente a partir del Renacimiento en Europa.
El judaísmo, el islam y algunos cristianos de oriente conservan hasta hoy el motivo folclórico de la mano conocido como jamsa, cuyo referente último probablemente sea la mano de Dios. Se trata de lo que en el pasado posiblemente fue empleado como un talismán pero se ha vuelto hoy un motivo de expresión de fe monoteísta, apreciado por sefardíes y musulmanes como un recordatorio de Dios y una expresión de deseo de recibir sus bendiciones y protección. En la cultura popular, el jamsa se ha vuelto también un motivo decorativo, pero no posee el valor de medalla milagrosa ninguna, sino que simplemente constituye una expresión de deseo equivalente a Que Dios te vea y te bendiga/proteja. Cada grupo asigna eventualmente la mano en cuestión a diferentes figuras, pero, iconográficamente, todas esas expresiones tienen por referente último a la mano de Dios.

## Mano de Dios en el imaginario colectivo y folclórico

Emblema de Argelia, 1971-1976.
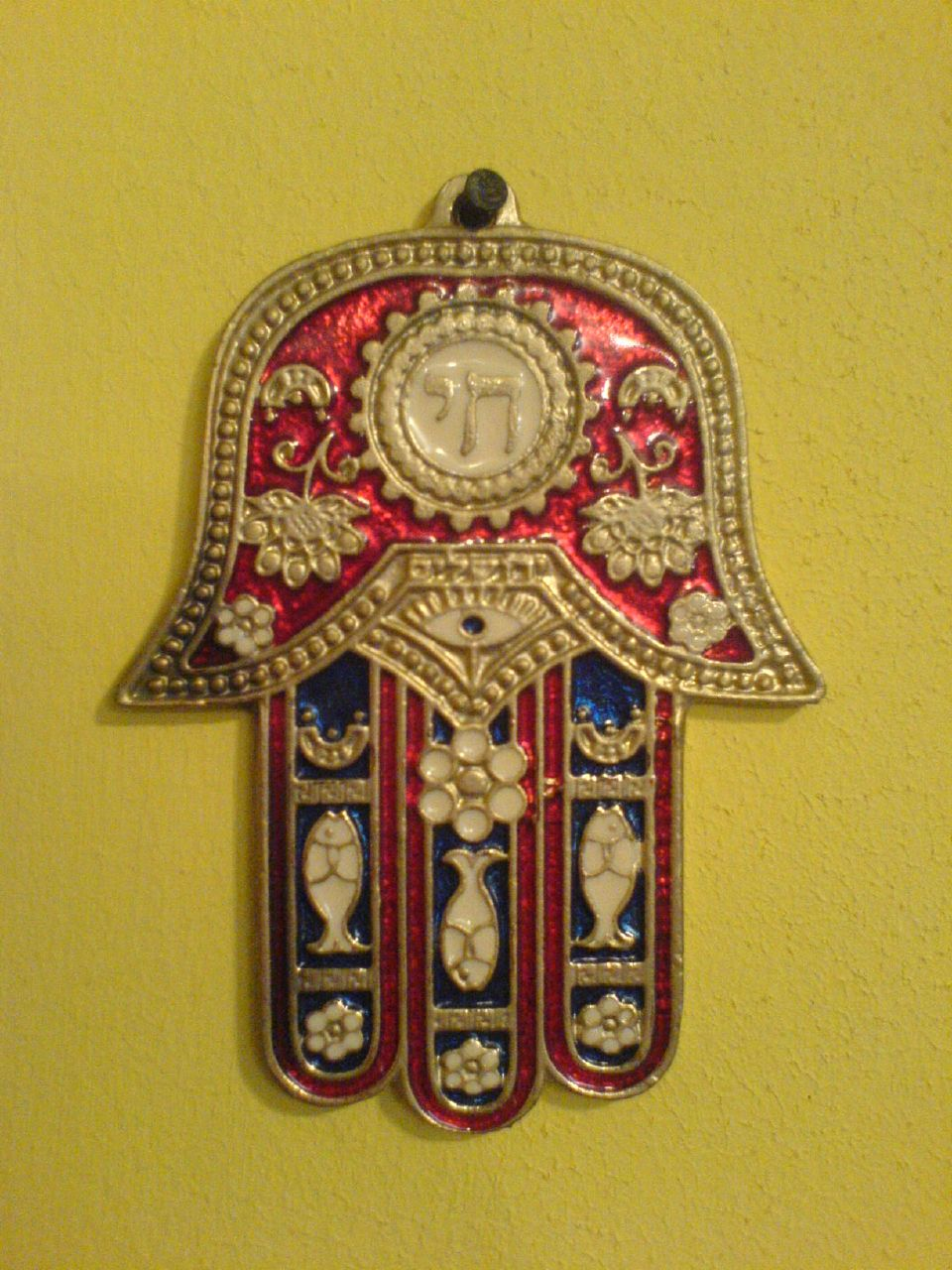
Colgante de pared, Israel, c. 1980. Presenta dos inscripciones hebreas que aluden al condición de estar vivo y a Jerusalén.
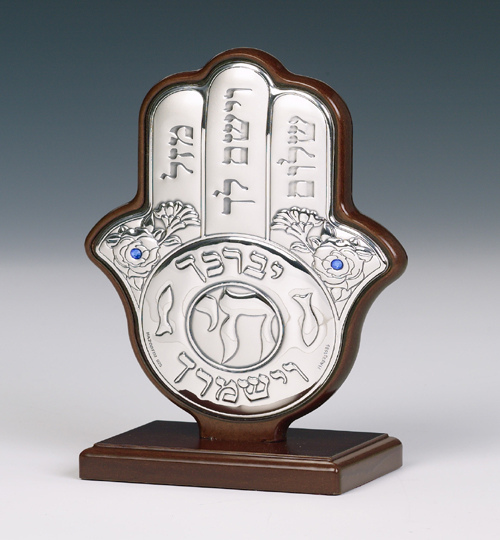
Artículo judaíco con bendición en hebreo, 2004.
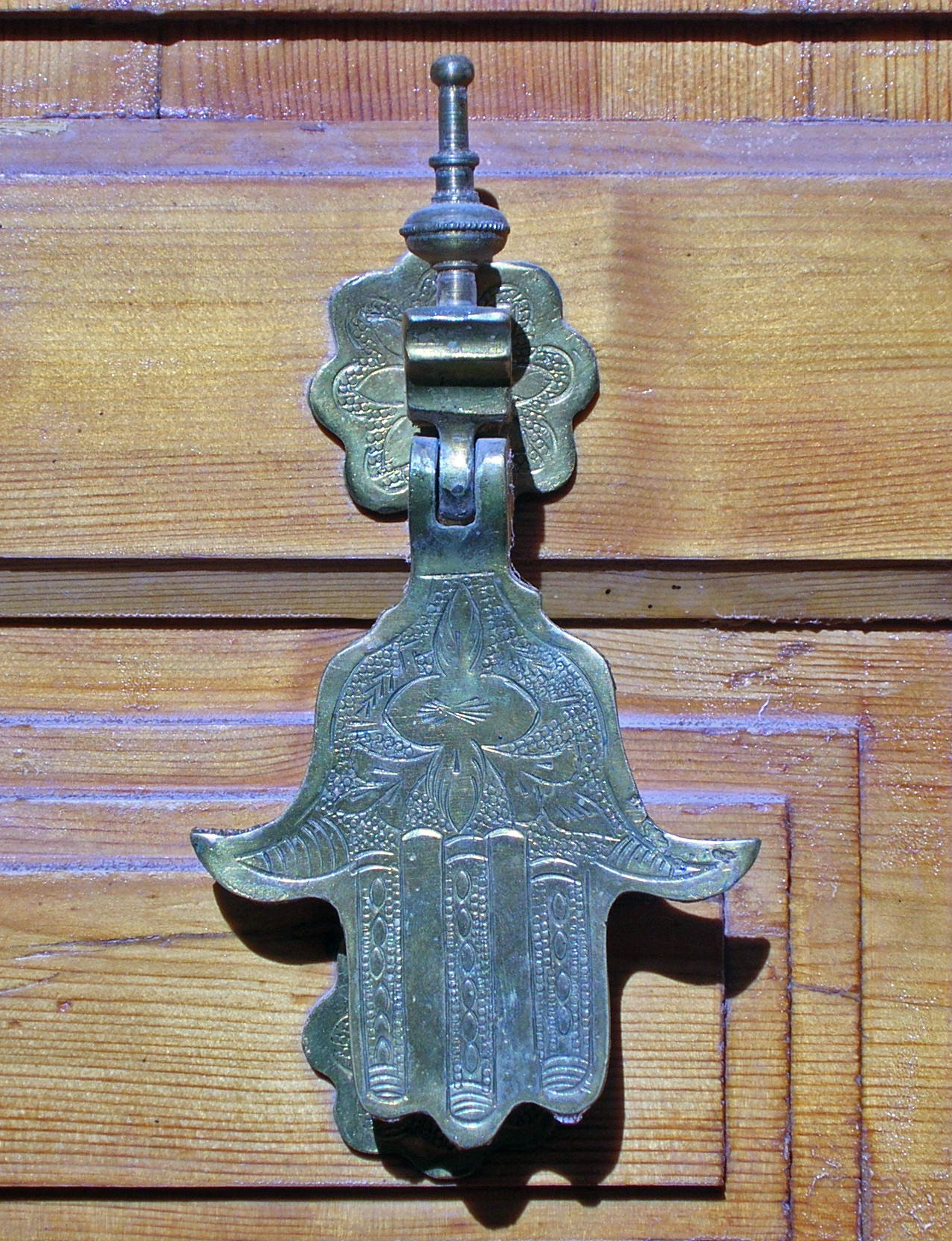
Llamapuertas, Marruecos, 2005.
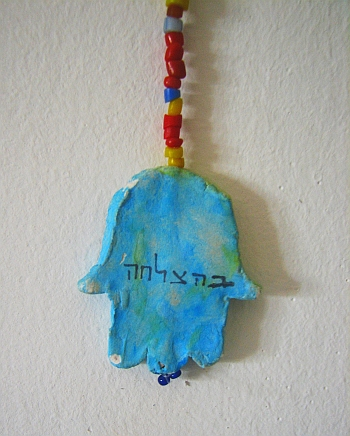
Jamsa con inscripción hebrea Behatzlajá (‘Que sea con éxito’), 2007.
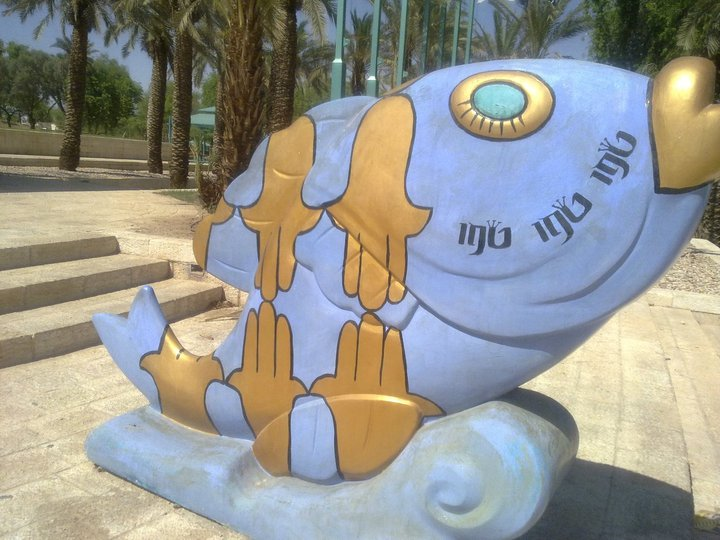
Arte israelí contemporáneo. Pez decorado con motivos de jamsa e inscripción hebrea irónica: tfú-tfú-tfú.[11] Eilat, 2009.
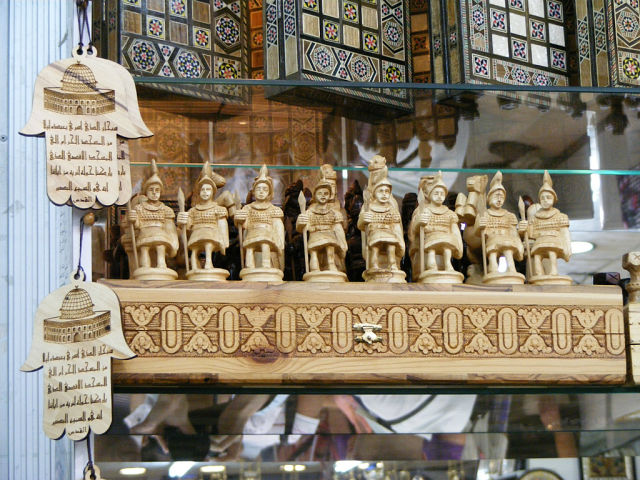
Bendiciones musulmanas (junto a un juego de ajedrez). Barrio Árabe, Ciudad Vieja, Jerusalén, 2012.
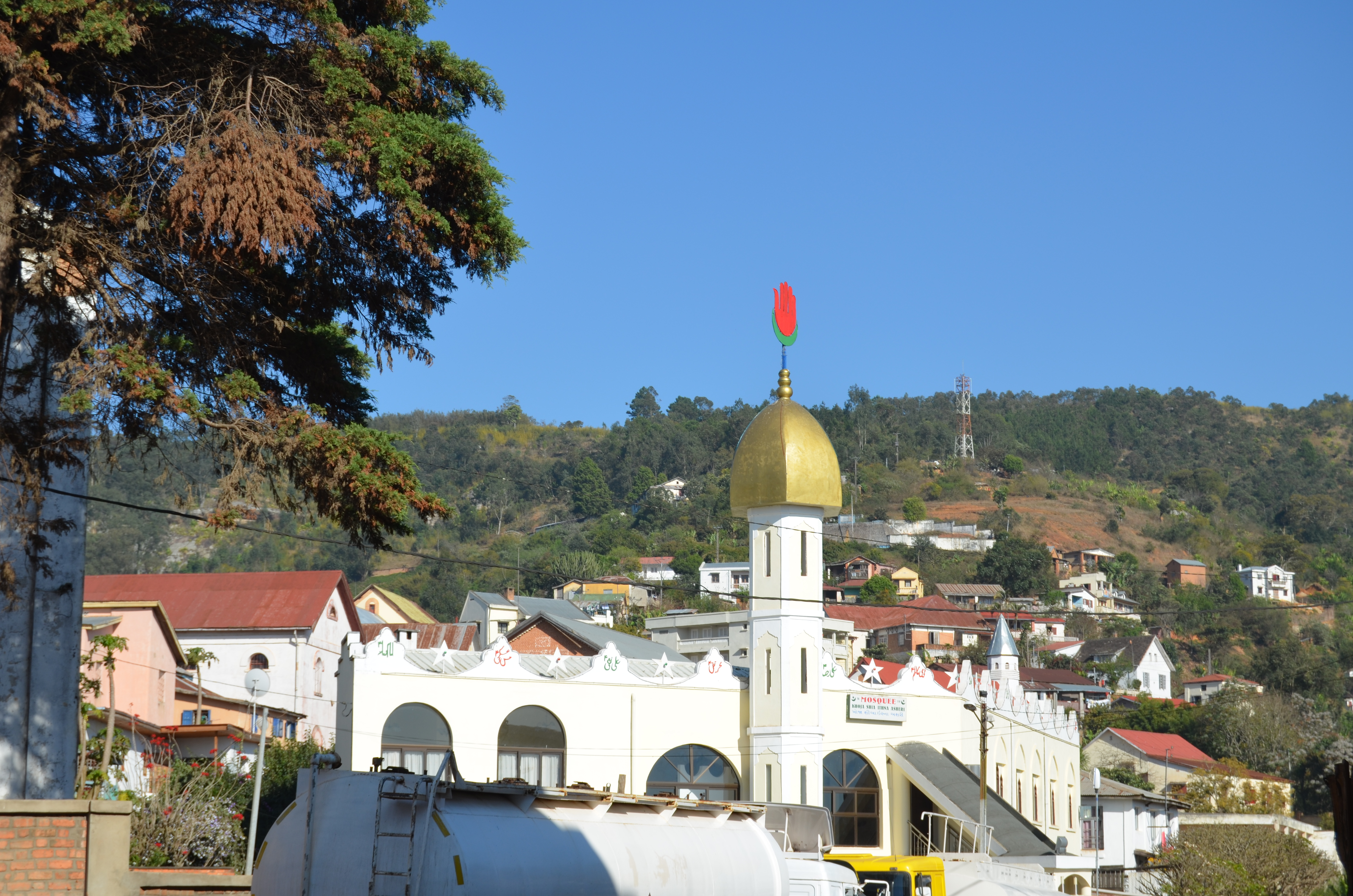
Mezquita de Fianarantsoa, Madagascar, 2012.
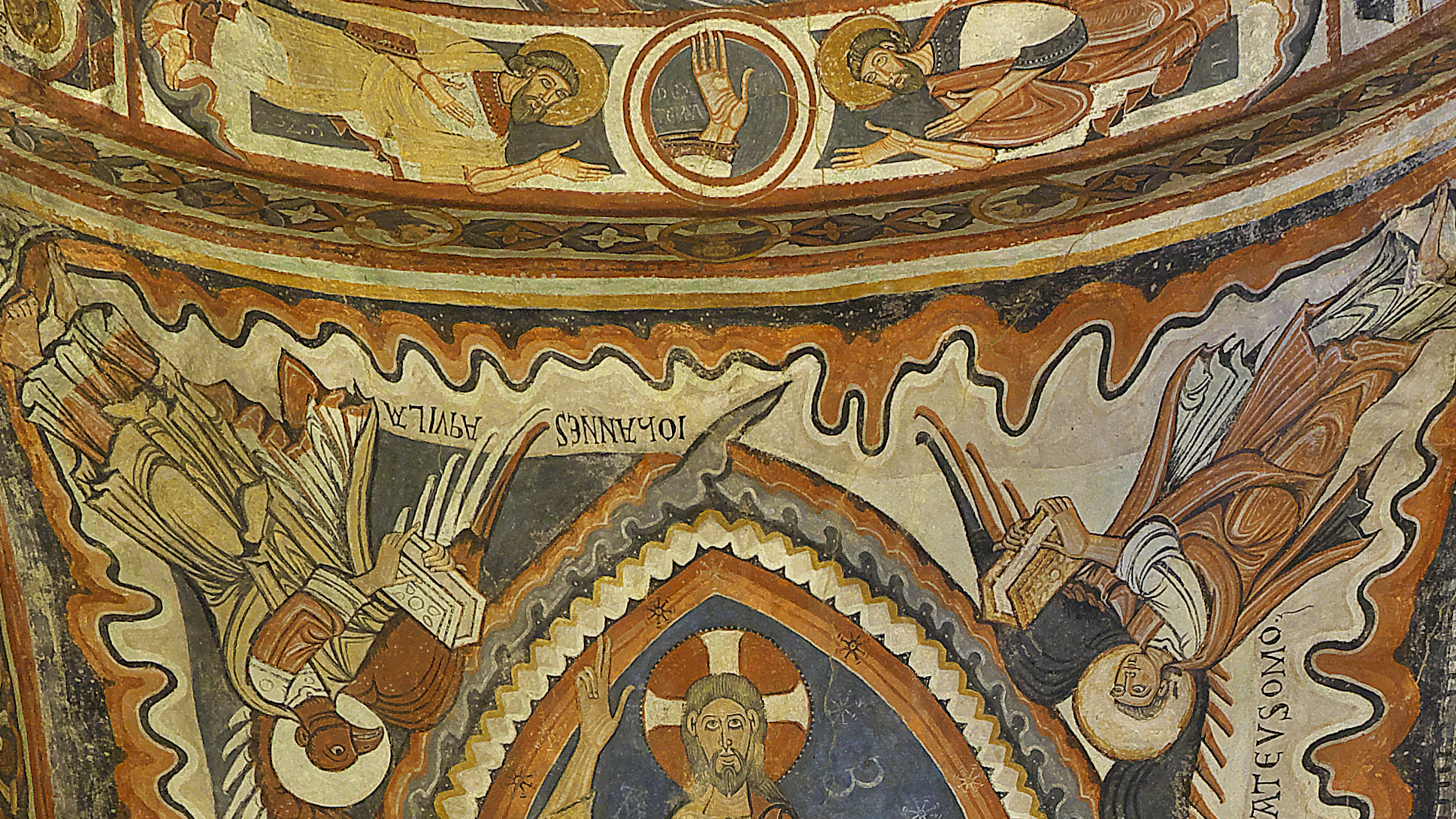
Dextera Domini. Basílica de San Isidoro de León.